# برنس أوف بيرشيا: ذا تو ثرونز
برنس أوف بيرشيا: ذا تو ثرونز (بالإنجليزية: Prince of Persia: The Two Thrones)‏ أمير بلاد فارس: العرشان هي لعبة أكشن-مغامرات من تطوير يوبي سوفت مونتريال ويوبي سوفت الدار البيضاء ونشر يوبي سوفت. صدرت في ديسمبر 2005 على أجهزة إكس بوكس، مايكروسوفت ويندوز، بلاي ستيشن 2 ونينتندو غيم كيوب. ثم صدرت لاحقا نسخة لأجهزة بلاي ستيشن بورتبل ووي. صدرت لاحقا في 2010 نسخة برسومات محسنة لبلاي ستيشن 3 من خلال بلاي ستيشن نيتورك.

## موجز
تتبع القصة النهاية الثانية لبرنس أوف بيرشيا: واريور ويذن، التي يقتل فيها الأمير «داهاك» وينقذ «كايلينا». كما يحول دون إنشاء رمال الزمن. يسبب الأمير تغير الخط الزمن للأحداث التي حصلت في برنس أوف بيرشيا: ذا ساندز أوف تايم وبرنس أوف بيرشيا: واريور ويذن، لكن ذاكرته تبقى دون أن تتأثر ويستطيع تذكر الأحداث السابقة.